# Wakita
Wakita – miasto w Stanach Zjednoczonych, w stanie Oklahoma, w hrabstwie Grant.